# Абрамовић
Абрамовићи, негдје Аврам и Аврамовић, грана Орловића; Бјелице (Цетиње), поријеклом са Косова. Од њих су: Арсић из Ранилуга (Косовска Каменица). Абрамовић одсељени у Перој (Истра) од 1657. године. Једно вријеме су живјели у Чарађу (Голија); од њих су: Радиновић у Зети Канкараш у Голији и другим мјестима, Бјелица у Опутној Рудини (Никшић) одакле су се неки преселили у околину Стоца и Невесиње (Херцеговина). Абрамовића има још у: Бијели (Бока которска); Ораховице (Котор); Стањевићима (Будва); Подгорици; код Ријеке Црнојевића и Велестову (Цетиње).